# Trupanea simpatrica
Trupanea simpatrica
 es una especie de insecto díptero que Frias describió científicamente por primera vez en el año 2005.
Esta especie pertenece al género Trupanea de la familia Tephritidae.